# Selenodriella intermedia
Selenodriella intermedia är en svampart som beskrevs av R.F. Castañeda & W.B. Kendr. 1990. Selenodriella intermedia ingår i släktet Selenodriella, divisionen sporsäcksvampar och riket svampar.   Inga underarter finns listade i Catalogue of Life.